# Бурматов, Александр Ефимович
Александр Ефимович Бурматов (30 августа 1920 года, село Змеиногорское, Змеиногорский уезд, Алтайская губерния — 26 ноября 2001 года, Рубцовск, Алтайский край) — слесарь Алтайского завода тракторного электрооборудования Министерства автомобильной промышленности СССР, Рубцовск Алтайского края. Герой Социалистического Труда (1971).

## Биография
Родился в 1920 году в крестьянской семье в селе Змеиногорское.
Окончил два класса начальной школы, после чего с 16 лет трудился на лесозаготовках в местном колхозе.
В ноябре 1941 года призван в Красную Армию (76-й запасной стрелковый полк). С февраля 1942 участвовал в Великой Отечественной войне. Служил в 4-й лыжной бригаде (март — май 1942), 3-й стрелковой бригаде (май — сентябрь 1942) Карельского фронта. С сентября 1942 года воевал в составе 3-го отдельного батальона 32-й отдельной лыжной бригады на Карельском фронте оружейным мастером. С февраля 1945 года воевал в Чехословакии. С августа 1945 года воевал на Южном Сахалине против японских войск. До июля 1946 года проходил службу в Анадыре, в 32-й отдельной горнострелковой бригаде.
После демобилизации возвратился в Алтайский край. С 1949 года работал сборщиком, наладчиком, бригадиром-наладчиком, мастером цехов МСЦ-1 и АКЦ-2 на Алтайском заводе электрооборудования. С 1959 года — дефектовщик КАЦ, слесарь механосборочных работ цеха М-1 на Алтайском заводе тракторного электрооборудования.
В 1970 году досрочно выполнил личные социалистические обязательства и производственные задания Восьмой пятилетки (1966—1970). Внёс несколько рационализаторских предложений. По его инициативе были внедрены пневматические гайковёрты и электрические отвёртки, в результате чего производительность труда возросла на 12 %. Личные обязательства Восьмой пятилетки выполнил за 4 года и 2 месяца, изготовил сверхплановой продукции на 8,2 тыс. рублей. Указом Президиума Верховного Совета СССР от 5 апреля 1971 года «за выдающиеся успехи в выполнении заданий пятилетнего плана по развитию автомобильной промышленности» удостоена звания Героя Социалистического Труда с вручением ордена Ленина и золотой медали «Серп и Молот».
В последующие годы неоднократно побеждал в заводском социалистическом соревновании (1973, 1977, 1980). Его трудовые результаты были отмечены занесением его имени на Галерею почёта АЗТЭ (1966, 1972—1975, 1977—1982).
Неоднократно избирался депутатом районного[уточнить] Совета народных депутатов.
В 1982 году вышел на пенсию. Проживал в Рубцовске, где скончался в 2001 году.
Память
В 1970-е годы в Рубцовске проводился международный турнир по боксу в честь его имени.

## Награды
- Герой Социалистического Труда
- Орден Ленина — дважды (30.07.1966; 1971)
- Орден Красной Звезды (16.04.1945)
- Орден Отечественной войны 2 степени (1.08.1986)
- Медаль «За отвагу» (06.08.1944)
- Медаль «За оборону Советского Заполярья» (1945)
- Медаль «За победу над Германией в Великой Отечественной войне 1941—1945 гг.»
- Медаль «За победу над Японией» (1946)
- Почётный знак ЦК ВЛКСМ «Наставник молодёжи» (1974)